# Cervonosilka, Ovruci
Cervonosilka (în ucraineană Червоносілка) este un sat în comuna Mojarî din raionul Ovruci, regiunea Jîtomîr, Ucraina.

## Demografie
Componența lingvistică a localității Cervonosilka
     Ucraineană (100%)
Conform recensământului din 2001, toată populația localității Cervonosilka era vorbitoare de ucraineană (100%).